# 民具

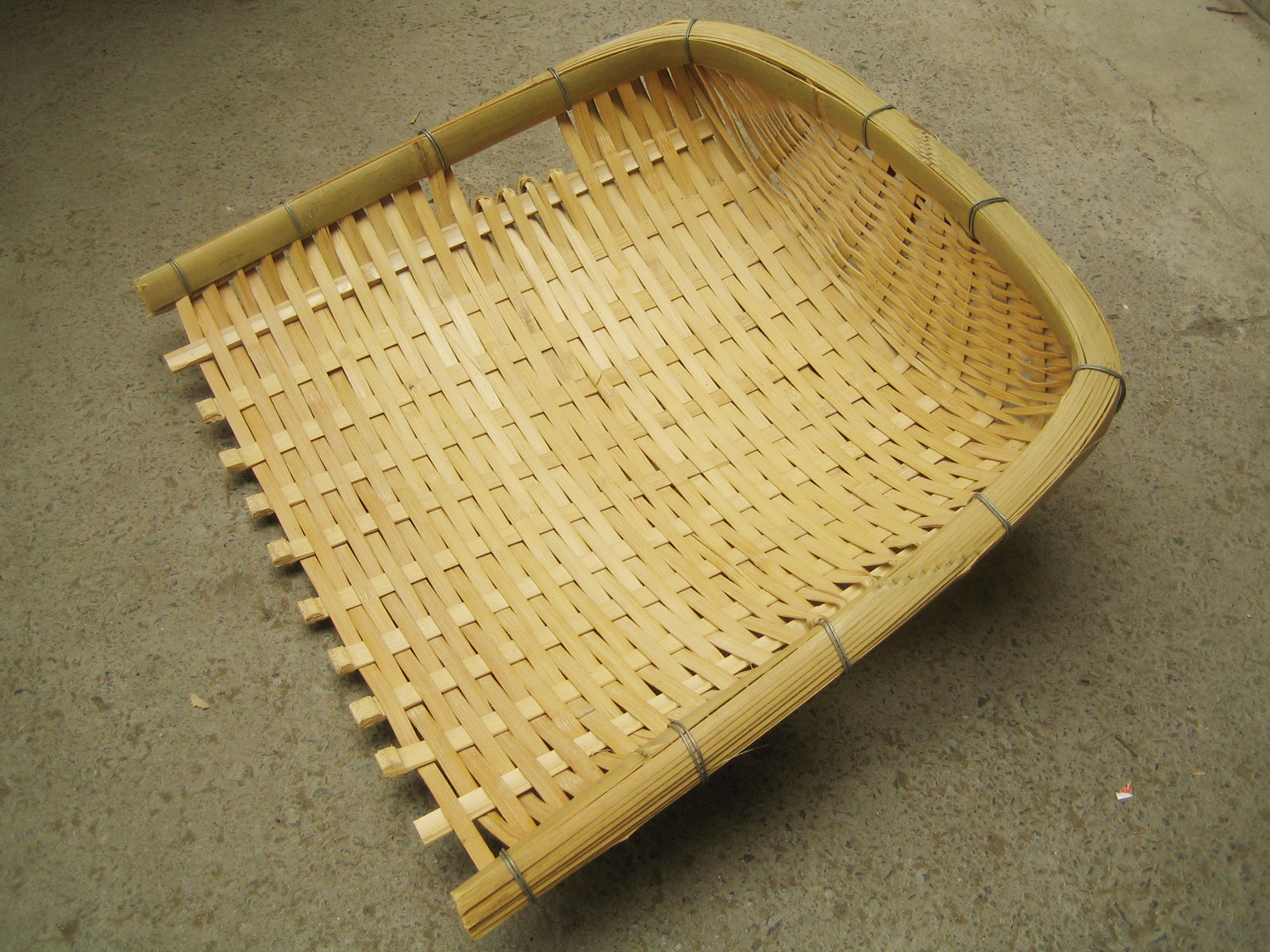
箕（竹製）

民具（みんぐ）とは、民衆（柳田國男のことばでは常民）の日常生活における諸要求にもとづいてつくられ、長いあいだ使用されてきた道具や器物の総称。渋沢敬三によって提唱された学術用語である。

## 定義と分類

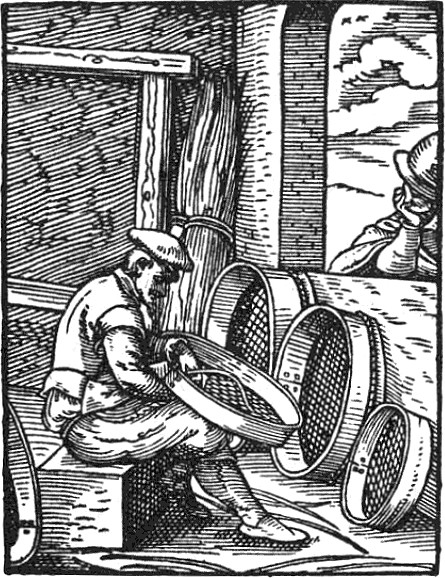
ドイツのふるい（16世紀、フランクフルト・アム・マイン）

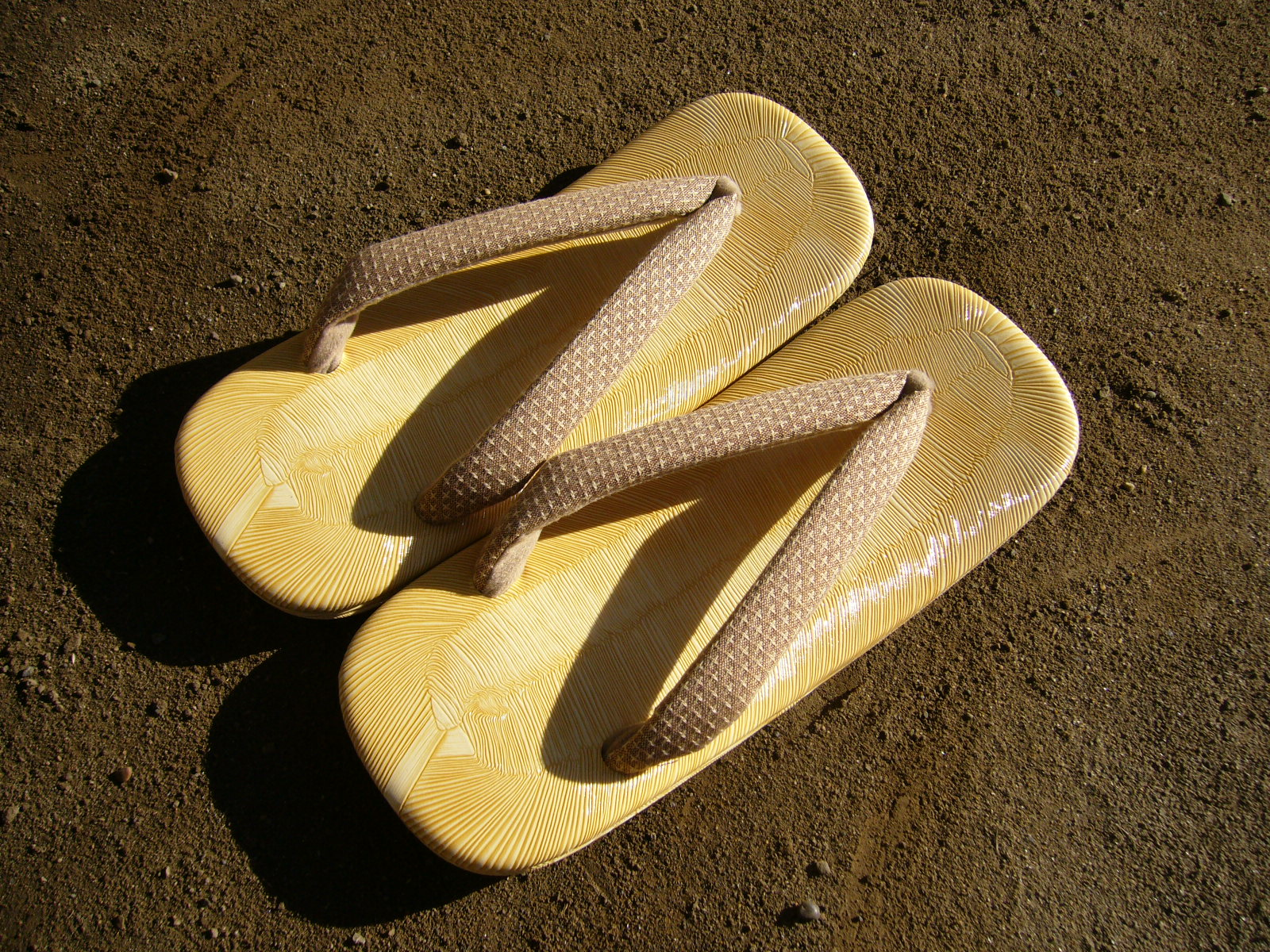
雪駄

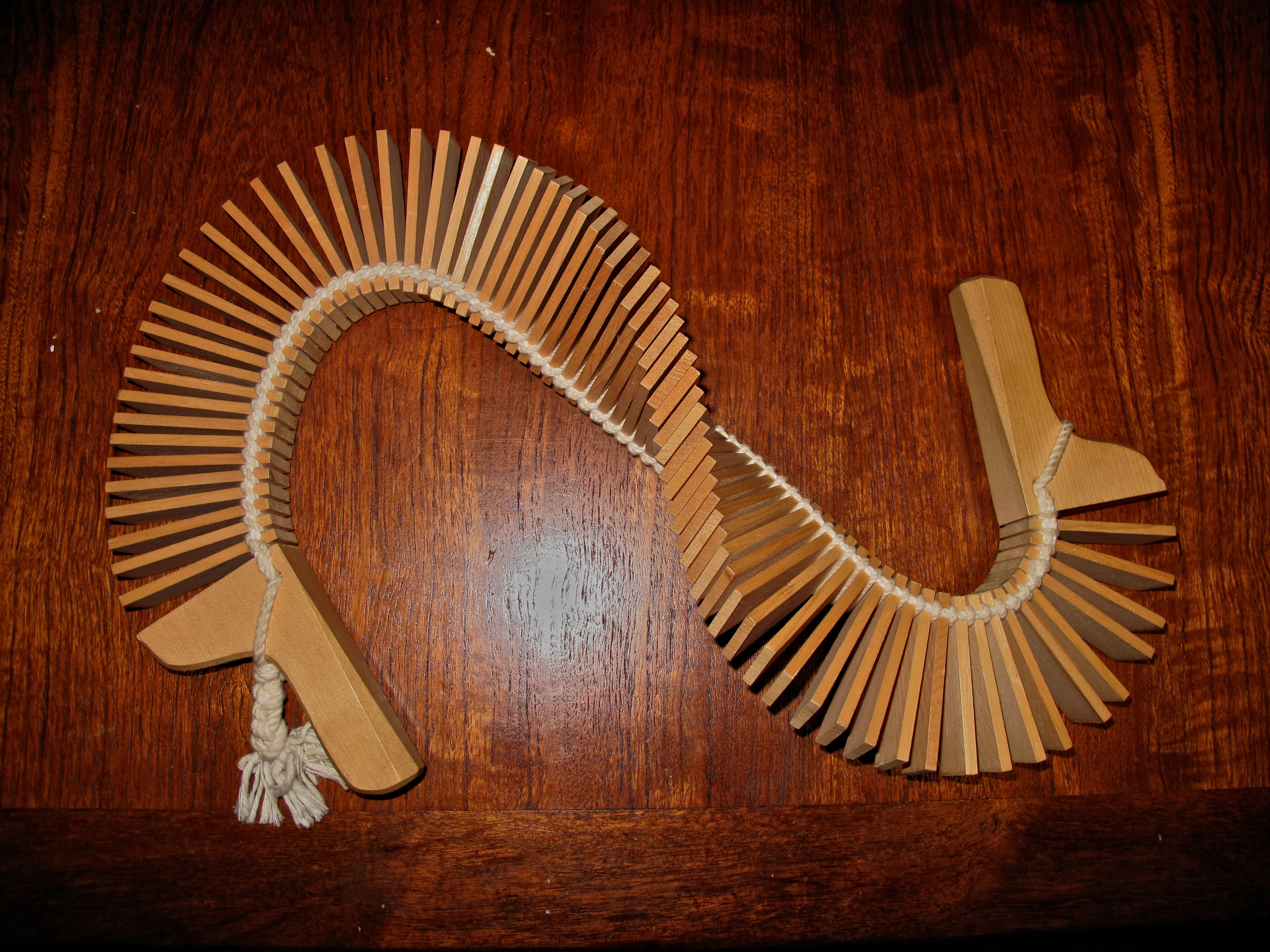
こきりこささら（越中）

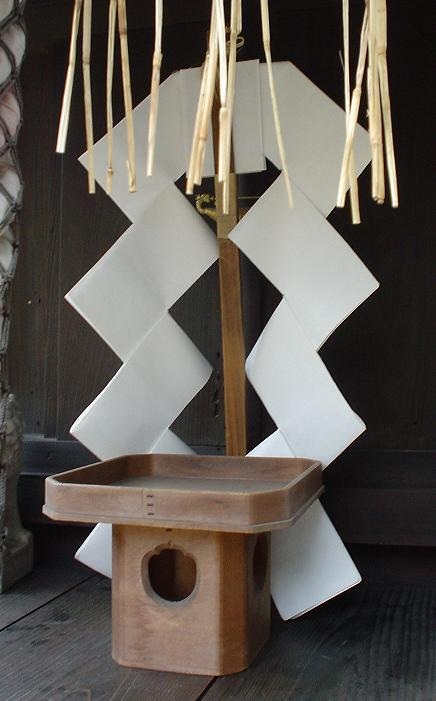
社頭に立てられた御幣

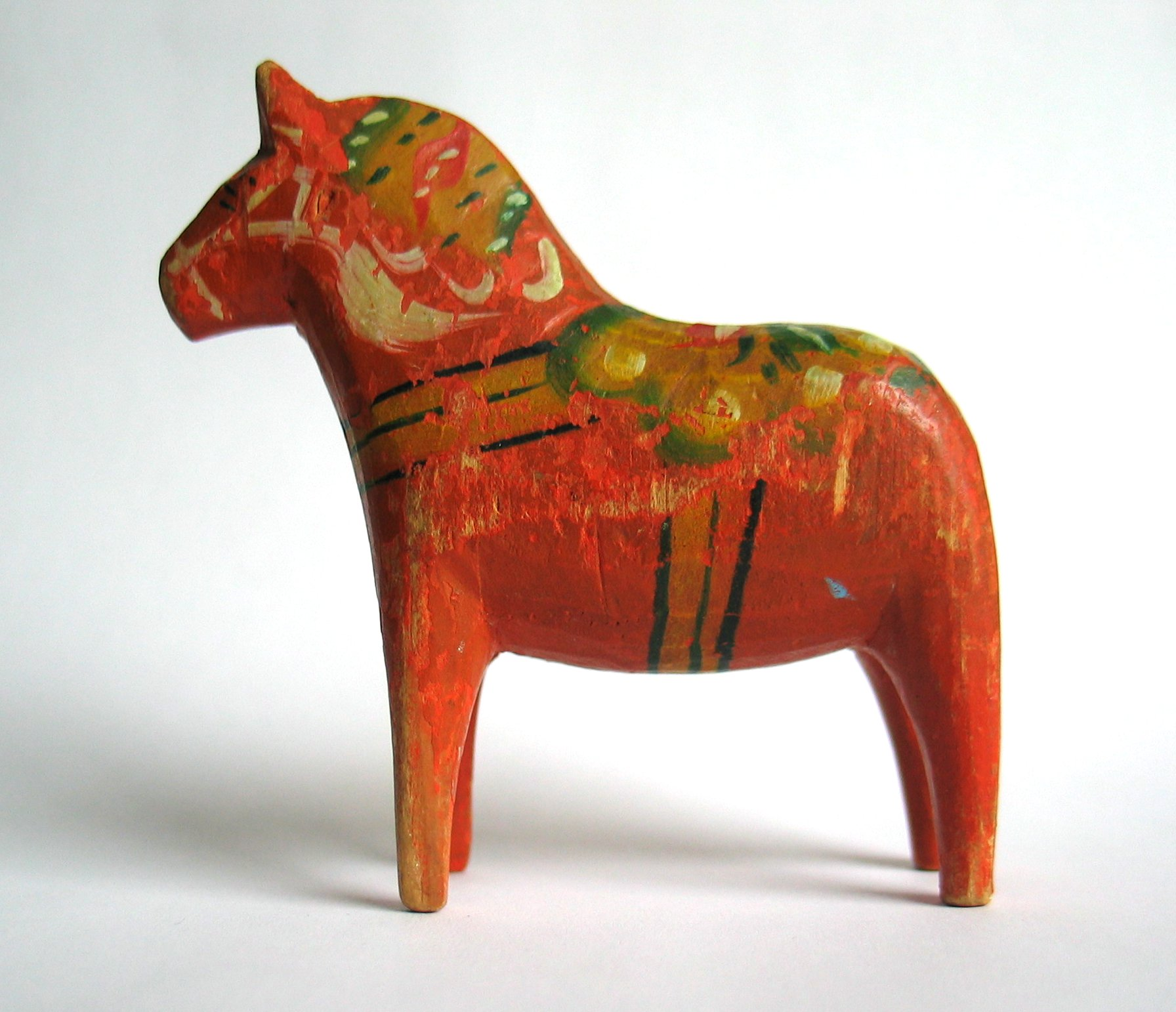
クルビット風に塗られたダーラヘスト（スウェーデン）

「民具」の用語は、さまざまな立場からの定義がなされているが、だいたいは冒頭のように、人びとが生活の必要から製作し、使用してきた古風な器具や造形物の総称とみなすことができる。いわば日用品とほぼ同義の言葉であるが、一般的には、機械によって大量生産された製品を除外する。
日本常民文化研究所の前身であったアチック・ミューゼアムでは、「民具」を、きわめて広い対象をあらわす概念としている。その分類案は以下のとおりである。
1. 衣食住に関するもの
  1. 家具…室内器具や寝具なども含む
  2. 灯火用具…灯火器、発火具、ある種の燃料を含む
  3. 調理用具
  4. 飲食器具
  5. 衣服
  6. 履き物
  7. 装身具
  8. 出産・育児具
  9. 衛生・保健用具…これには民間療法に必要な用具および材料を含む
2. 生業に関するもの
  1. 農具
  2. 山樵用具
  3. 狩猟用具
  4. 漁撈用具
  5. 紡織、染色に関するもの
  6. 畜産用具…博労関係のものを含む
  7. 交易用具
3. 通信・運搬に関するもの
  1. 運搬具
  2. 行旅具
  3. 報知具
4. 団体生活にかかわるもの…若者宿の道具や地割道具を含む
5. 儀礼に関するもの
  1. 誕生より成年式までのもの
  2. 婚姻関係のもの
  3. 厄よけに関するもの
  4. 年祝いに関するもの
  5. 葬式や年忌に関するもの
6. 信仰・行事に関するもの
  1. 偶像
  2. 幣束類
  3. 祭具および供物
  4. 楽器
  5. 仮面
  6. 呪具
  7. 卜具
  8. 祈願具
7. 娯楽・遊戯に関するもの
8. 玩具・縁起物

なお、これらのうち、信仰に直接かかわる用具や玩具を除外して「民具」と呼ぶ場合もある。
かつて存在していたが、現存しないものを潜在民具と呼ぶ。

## 研究

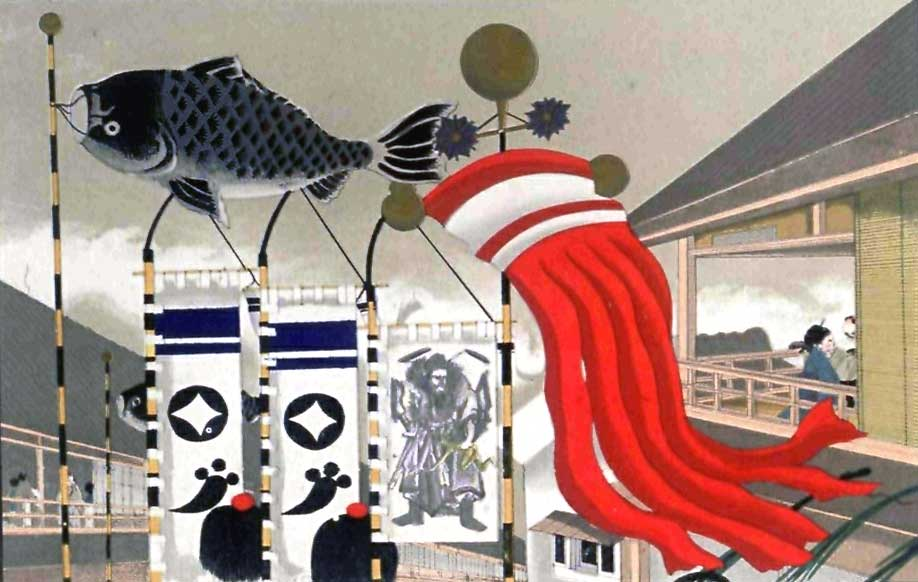
江戸時代の鯉のぼり（1867年）

民具は実物資料であり、それぞれの民具の名称や材質、形態や大きさ、製作法、使用法などを調べ、データ化していくこと、また、それをもとに地域的差異や分布の濃密を分析したり、編年を検討したりすることは民具研究における基本的な作業となる。
しかし、民具研究はモノ自体の分析に終始するのではない。そのモノを通じて浮かび上がってくる伝承的側面をとらえることこそが骨子となる。すなわち、民具研究においては、それを製作し、使用した人びとの生活のあり方やその変遷、生活感情や信仰的側面、人とモノとの付き合い方などをとらえていくことが重要なのである。たとえば、臼、杵、箕、桝、杓子、囲炉裏のかぎ、箒、あるいは枕、櫛など、古来用いられてきた民具には各種の信仰や呪術的要素が結びついているのであり、そうした点を追究していくことは民俗学の大きな眼目のひとつとなっている。

## 民具の価値

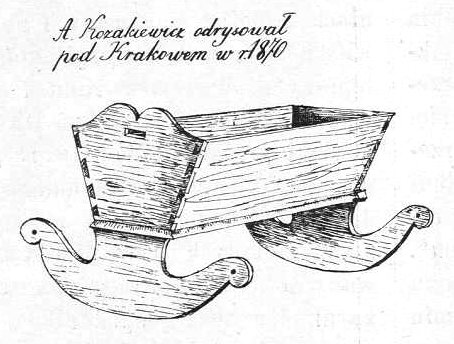
ゆりかご（19世紀、ポーランド）

古来、人びとは漁撈、狩猟、山樵、農耕などの生業に従事して生計を立ててきたが、苦しいことも多かったであろうその生活のなかで、生きるための知恵を具体的に示しているのが民具である。民具には「生きるのがやっと」という最低生活のなかで工夫され、機能性を追求してきたものが多く、それが、長い年月をかけて繰り返され、伝承されてきたものである。そこには堅牢な合理性が集約されている。
もちろん、なかには現代人からみて芸術的なものがないとは言えない。しかし、それは民具にとって必ずしも必要なのではなく、あくまでも使い勝手が主であり、芸術性や装飾性は副次的なものである。民具のなかに、たまたま素朴な美しさが見いだされたとしても、それは「実用の美」というべきものであり、確固とした実用性の上に芸術性が付け加えられたものである。
たとえば、布を補修し、補強するための刺し子の模様は、そのまま装飾ともなり得るものである。また、蓑や背中当てなどにみられる細かい縄の編み目は、背中の保護とともに通気性や保温性を高めるためのものであるが、一方では多分に飾りとしての意味も持っている。しかし、そうした装飾性も、追い求めた結果というよりは、期せずしてにじみでたものである。民具の価値は稀少性や美しさ、おもしろさにあるのではなく、あくまでも実用性にある。系統だった研究と収集が求められるゆえんである。

## 収蔵と展示
千葉県佐倉市の国立歴史民俗博物館と大阪府吹田市の国立民族学博物館には膨大な民具が収蔵、展示され、また研究対象ともなっている。民具を収蔵、展示する施設は全国的に数多くある。地方公共団体による民俗資料館、歴史民俗資料館といった施設が圧倒的に多いが、私営の展示館も少なくない。また、民家や近世城郭、武家屋敷などのなかに展示コーナーを設けている場合も多い。
| - アイヌ民族博物館（コタン、チセ、チプ） - アルラタン博物館（南仏アルル地方の古民具） - 萱野茂二風谷アイヌ資料館（アイヌ民具、チセ） - 二風谷アイヌ文化博物館（アイヌ民具） - 札幌市アイヌ文化交流センター（複製アイヌ民具） - 青森県立郷土館（県内の民具） - 花巻歴史民俗資料館（こけし、はなまき人形） - 碧祥寺博物館（またぎ資料、まるきぶね他） - 秋田県立博物館（県内の民具） - ノースアジア大学総合研究センター雪国民俗館（かぶりもの、まるきぶね） - 致道博物館（庄内地方の民俗関連資料、藩校関連資料） - 福島県立博物館（県内の民具） - 新潟県立歴史博物館（雪国の民具） - さいたま市立岩槻郷土資料館（岩槻地域の民具） - 日本民家園（農具、生活用具、民具） - ミュージアム江戸民具街道（灯火具中心） - 森の民話館 （農具・民具、民話のビデオ上映） - 安曇野市豊科郷土博物館（安曇野の郷土民具） - 敦賀市立博物館（仕事着、台所用具、収納用具、わら製品） - 浜松市引佐地域自治センター（民俗資料館に民具） - 岐阜市歴史博物館（鵜飼関連資料など） - 各務原市歴史民俗資料館（各種の民具） - 奈良町資料館（看板、民俗資料） | - 平野町ぐるみ博物館（各種民俗資料） - 神戸市立農業公園（民具） - 村岡民俗資料館まほろば（農具・灯火具・紡織具ほか民具） - 兵庫県立木の殿堂（木製の民具、世界の大工道具、復元民家） - 福崎町立神崎郡歴史民俗資料館（生活用具、農具などの民俗資料） - 春日歴史民俗資料館 （農家の諸用具、機織関連資料） - 香寺民俗資料館（民具、民俗資料） - 赤穂市立民俗資料館（趣味娯楽、民具、食生活用具、桶屋道具、人の一生、雛飾り、農耕・生産用具等） - 和歌山県立紀伊風土記の丘（民具、民俗資料） - 上淀白鳳の丘展示館（ワラ馬、クチナワ等） - 福山市神辺歴史民俗資料館（農具など） - 鞆の浦歴史民俗資料館（鯛網漁関連資料、イカリ） - 庄原市口和郷土資料館（農具など） - 瀬戸内海歴史民俗資料館 （和船、塩田用具、雨乞いにかかわる資料） - 丸亀市立資料館（うちわ、民具） - 里田原歴史民俗資料館（木製農具、祭祀用具、食器類、神輿） - 島原城（民具） - 内藤記念館（民具） |